# Industrial Silence
Industrial Silence ist das Debütalbum der norwegischen Rockgruppe Madrugada und erschien 1999 bei Virgin. Die
Aufnahmen fanden in den Athletic Sound Studios in Halden, Norwegen statt. Produziert wurde das Album von der Band zusammen mit Kai Andersen. Am Mischpult saß der bekannte Produzent und Toningenieur John Agnello, der zuvor unter anderen bereits für Dinosaur Jr., die Breeders  oder die Screaming Trees gearbeitet hatte. Das Album stieg von Null auf Eins in die norwegischen Albumcharts. Dies war zuvor noch keinem norwegischen Künstler geglückt. Danach hielt sich das Album 35 Wochen in den norwegischen Album-Charts.

## Entstehungsgeschichte
Unter dem Namen Abbey’s Adoption hatte die Band bereits 1995 zwei EPs veröffentlicht, auf denen mit Salt Satan und Bittersweet Electric zwei frühe Versionen der Titel Salt und Electric von Industrial Silence veröffentlicht. Nach ihrer Umbenennung in Madrugada erhielt die Band einen Plattenvertrag bei Virgin Music Norway. Es folgten zwei EP-Veröffentlichungen, EP und New Depression EP, auf denen unter anderem die Titel Belladonna, Strange Colour Blue und Higher enthalten waren, die später für das Album neu aufgenommen wurden. Die EP war auf 750 Pressungen limitiert, die Band verweigerte eine Neuauflage und sorgte dafür, dass die Aufnahmen zu gesuchten Sammlerstücken wurden. Die ersten 5000 in Norwegen verkauften Exemplare von Industrial Silence enthielten eine Bonus-CD mit drei weiteren Titeln, die in unbekannter Anzahl auch in weiteren europäischen Ländern veröffentlicht wurden. Diese Bonustitel waren außerdem auf der Schallplattenversion des Albums erhältlich.

## Deluxe Edition
Die Bonustracks sowie die nicht für das Album verwendeten Titel der EPs und weitere B-Seiten wurden im Jahre 2010 auf der Doppel-CD Industrial Silence Deluxe Edition veröffentlicht. Auf der ersten CD findet sich das neu abgemischte Album, auf der zweiten CD die übrigen Stücke. Das Remastering wurde von Greg Calbi in dem für diese Aufgaben renommierten Sterling Sound Studio in New York durchgeführt.

## Titelliste

### Erstveröffentlichung (1999)
1. Vocal – 6:25
2. Beautyproof – 3:56
3. Shine – 4:11
4. Higher – 4:45
5. Sirens – 6:15
6. Strange Colour Blue – 5:03
7. This Old House – 5:06
8. Electric – 4:50
9. Salt – 4:50
10. Belladonna – 4:17
11. Norwegian Hammerworks Corp. – 5:25
12. Quite Emotional – 4:27
13. Terraplane – 4:05

Limited Edition Bonus Disc
1. Wheelchair – 4:32
2. Move – 4:12
3. Sweet Simone (live demo version) – 4:13

### Deluxe Edition (2010)
Die Industrial Silence Deluxe Edition enthält als Doppel-CD das reguläre Album in neuer Abmischung auf der ersten CD, während auf der zweiten CD neben den drei Bonus-Tracks von 1999 zahlreiche B-Seiten von Singles und EPs und einige Demo-Fassungen enthalten sind, die ebenfalls remastered worden sind.
Deluxe Edition CD 2
1. Wheelchair – 4:32
2. Move – 4:12
3. Sweet Simone (Live demo) – 4:13
4. Strange Colour Blue (alternative Version) – 4:31
5. Highway 2.000.000 – 4:10
6. Oceanliner – 4:47
7. The Riverbed – 4:45
8. Tonight I Have No Words For You – 4:57
9. 1990 – 3:15
10. I'm Life's Wonderful Way Of Letting You Down – 4:12
11. Bill Skins Fifth – 3:27
12. Mother of Earth – 4:22
13. Legends and Bones (From "The Shit City Sessions") – 3:12
14. Step Into My Mirror – 3:01
15. Hush Sleep Tonight (1996 Demo) – 3:41
16. Shine (1996 Demo) – 4:05
17. I'm In Love With You – 4:31
18. This Must Be The Song That Will Pay My Bills (Demo) – 5:09

Mother of Earth stammt ursprünglich von The Gun Club und wurde von Jeffrey Lee Pierce geschrieben.

## Besetzung

### Madrugada
- Robert S. Burås: Gitarren, Mundharmonika
- Sivert Høyem: Gesang
- Frode Jacobsen: Bass
- Jon Lauvland Pettersen: Schlagzeug und Percussion
- alle (nicht spezifiziert): Klavier, Rhodes, Hammond-Orgel, Harmonium, Synthesizer, Xylophon, Glockenspiel,  Chimes, Schlittengeläut

### Weitere Musiker
- Bob Egan: Pedal-Steel-Gitarre (Titel 4, 5, 7, 8, 10), Lap-Steel-Gitarre (Titel 3)
- Jon Terje Rovedal: Hammond-Orgel (Titel 7, 8, 9, 12), Rhodes Stage Piano (Titel 2)
- Ohm: Geige (Titel 3, 6), Säge (Titel 11)[4]